# Гаспард, Шад
Шад Гаспа́рд (англ. Shad Gaspard; 13 января 1981, Бруклин, Нью-Йорк — 17 мая 2020, Венис, Лос-Анджелес, США) — известный рестлер и актёр, выступавший в World Wrestling Entertainment (WWE). Состоял в группировке Cryme Tyme, но покинул её и в результате этого группировка распалась. 19 ноября 2010 года был уволен из WWE. 29 марта 2014 Шад Гаспард провёл свой последний бой, в котором он проиграл Брайану Кейджу.
После ухода из WWE Гаспард занялся актерской карьерой, которая включала несколько фильмов и телевизионных ролей, таких как «Думай как мужчина 2», «Крепись!», «Игра» и «От заката до рассвета». В 2013 году Гаспар выступил в театральной адаптации пьесы «Боксёр» в роли Джека Джонсона, первого афроамериканского чемпиона мира по боксу в тяжелом весе (1908—1915), изображая взлет бойца к званию чемпиона мира в тяжелом весе и его трагическое падение. Он также был одним из создателей графического романа 2011 года «Ассасин и сын» и занимался захватом движения для видеоигр, в частности, для главного героя Кратоса в игре God of War 2018 года.
В 2022 году посмертно получил «Награду Воина» Зала славы WWE, которую вручают людям, кто «демонстрирует непоколебимую силу и настойчивость, и кто проживает жизнь с мужеством и состраданием, воплощающими неукротимый дух Последнего воина».

## Смерть
17 мая 2020 года Шад Гаспард отдыхал с женой и ребёнком на пляже в Лос-Анджелесе. Во время купания его и группу людей начало уносить от берега отбойным течением. Спасатели успели к тонущей группе, но Гаспард попросил спасателей сначала вынести на берег ребёнка. Когда поисковая группа вернулась на место обнаружения, рестлера унесло приливной волной. Тело Шада Гаспарда было найдено на одном из городских пляжей спасателями Лос-Анджелеса 20 мая примерно в 16:00 по местному времени

## Титулы и достижения
- NWA Wildside
  - Командный чемпион NWA (1 раз) — с JTG
- Fighting Evolution Wrestling
  - Командный чемпион FEW (1 раз) — с JTG
- Ohio Valley Wrestling
  - Командный чемпион Юга OVW (2 раза) — с Нейборхуди / JTG[7]
- Pro Wrestling Illustrated
  - Вдохновляющий рестлер года (2020)[8]
  - № 85 в топ 500 рестлеров в рейтинге PWI 500 в 2010[9]
- Superstars of Wrestling Federation
  - Командный чемпион SWF (1 раз) — с JTG
- VIP Wrestling
  - Командный чемпион VIP (1 раз) — с JTG
- World Wrestling Alliance
  - Командный чемпион WWA (1 раз) — с JTG
- Wrestling Observer Newsletter
  - Мемориальная премия Шада Гаспарда/Джона Хьюбера (2020)[10]
- WWE
  - Зал славы WWE (2022 — Награда Воина)[5]